# Mahah
Si desea consultar acerca de Majáh, un antiguo religioso hindú, vea Majá (hinduismo).
Mahah es un nombre propio de origen arábico que significa ‘belleza’.
Sus prefijos fenicios, como MA, MHR, MHT pueden tener otros significados en nombres como Mahalalel.

## En el «Libro de Mormón»
En el Libro de Mormón, Mahah es uno de los personajes jareditas que, según el relato considerado divino por los fieles SUD, vivió en Periodo Formativo de América poco después de la confusión de lenguas que se dio en la Torre de Babel.
Su padre fue Jared, y tuvo tres hermanos con nombres igualmente inusuales: Jacom, Gigah, y Orihah.
| Mahonri Moriancumer | Mahonri Moriancumer | Mahonri Moriancumer | Mahonri Moriancumer | Mahonri Moriancumer | Mahonri Moriancumer |       |       | Jared | Jared | Jared | Jared | Jared | Jared |        |        | (no se nombra) | (no se nombra) | (no se nombra) | (no se nombra) | (no se nombra) | (no se nombra) |       |       |       |       |       |       |  |  |        |        |        |        |        |        |
| Mahonri Moriancumer | Mahonri Moriancumer | Mahonri Moriancumer | Mahonri Moriancumer | Mahonri Moriancumer | Mahonri Moriancumer |       |       | Jared | Jared | Jared | Jared | Jared | Jared |        |        | (no se nombra) | (no se nombra) | (no se nombra) | (no se nombra) | (no se nombra) | (no se nombra) |       |       |       |       |       |       |  |  |        |        |        |        |        |        |
|                     |                     |                     |                     |                     |                     |       |       |       |       |       |       |       |       |        |        |                |                |                |                |                |                |       |       |       |       |       |       |  |  |        |        |        |        |        |        |
|                     |                     |                     |                     |                     |                     |       |       |       |       |       |       |       |       |        |        |                |                |                |                |                |                |       |       |       |       |       |       |  |  |        |        |        |        |        |        |
|                     |                     |                     |                     |                     |                     | Jacom | Jacom | Jacom | Jacom | Jacom | Jacom |       |       | Gilgah | Gilgah | Gilgah         | Gilgah         | Gilgah         | Gilgah         |                |                | Mahah | Mahah | Mahah | Mahah | Mahah | Mahah |  |  | Orihah | Orihah | Orihah | Orihah | Orihah | Orihah |